# Лчашен (Гегаркунік)
Лчашен (вірм. Լճաշեն) — село в марзі Гегаркунік, на сході Вірменії. Село розташоване за 4 км на південь від міста Севан та за 4 км на захід від села Чкаловка. На схід від села по узбережжю озера Севан проходить траса Єреван — Севан — Мартуні — Варденіс.

## Пам'ятки
Поруч із селом, на березі озера Севан, розташований комплекс археологічних пам'ятників доурартського періоду (Центральнозакавказька Археологічна Культура, від 3 тисячоліття до н. е. до середньовіччя). Комплекс складається з циклопічної фортеці (до VII ст. н. е., потім IX-XIII століття), поселень, курганних та грунтових могильників. Більша частина пам'яток відноситься до епохи бронзи.
До 1956 року комплекс знаходився під водою озера Севан, виявився на суші в результаті обміління озера.
В селі є церква 13 століття.